# Stefan Borsch orkester
Stefan Borsch orkester var ett dansband från Sverige, som startade 1989 genom ett samarbete mellan Borsch och Spotlight. Samarbetet upphörde 1993. Sångaren Stefan Borsch var orkesterledare och ibland anlitade man även sångerskan Charlotta Widerberg.

## Diskografi

### Album
- Alpens ros - 1989
- Från Värmland till Mexico - 1990
- Stefan Borsch orkester - 1992

## Melodier på Svensktoppen
- Alpens ros - 1989
- Klappar ditt hjärta bara för mig - 1989
- En torkad ros - 1990
- Det finaste vi har - 1990
- Jag ska vårda ditt minne - 1991 (Tävlingsbidraget i Hänts meloditävling samma år)

### Fotnoter
1. ↑  Peter Eriksson (18 maj 2015). ”Vårallsång i Kräcklinge kyrka” (på svenska). Nora allehanda. https://www.na.se/artikel/varallsang-i-kracklinge-kyrka. Läst 17 december 2019.